# سامی ترائوره
سامی ترائوره (انگلیسی: Sammy Traoré؛ زادهٔ ۲۵ فوریهٔ ۱۹۷۶) بازیکن فوتبال اهل فرانسه است.
از باشگاه‌هایی که در آن بازی کرده‌است می‌توان به باشگاه فوتبال پاری سن ژرمن، باشگاه فوتبال اوسر، و باشگاه فوتبال نیس اشاره کرد.
وی همچنین در تیم ملی فوتبال مالی بازی کرده‌است.